# Samàrtsevo
Samàrtsevo (en rus: Самарцево) és un poble de Baixkíria, a Rússia, que en el cens del 2010 tenia un habitant. Pertany al districte de Iermolàievo.